# Las 13 rosas (film)
 (août 2013).
Si vous disposez d'ouvrages ou d'articles de référence ou si vous connaissez des sites web de qualité traitant du thème abordé ici, merci de compléter l'article en donnant les références utiles à sa vérifiabilité et en les liant à la section « Notes et références ».
Pour les articles homonymes, voir Les Treize Roses.
Pour plus de détails, voir Fiche technique et Distribution.
Las 13 rosas (« Les treize roses » en espagnol) est un film espagnol réalisé par Emilio Martínez Lázaro en 2007. Il est inspiré du livre Treize Roses rouges de Carlos Fonseca, qui s'appuie lui-même sur l'histoire vraie des Treize Roses, treize jeunes filles exécutées à la fin de la guerre d'Espagne par les troupes nationalistes, à la suite de la prise de Madrid.

## Synopsis
Le film est basé sur l'histoire tragique des Treize Roses, un groupe de treize jeunes militantes des Jeunesses socialistes unifiées (JSU), en réalité innocentes, arrêtées un mois après la fin de la guerre d'Espagne.
Le 3 août 1939 elles sont jugées, sommairement, à huis clos, accusées d'appartenir aux JSU et de distribuer des tracts peu de temps avant l'entrée des troupes franquistes à Madrid, en mars de la même année. Dans le procès, on les condamne à être exécutées dans un délai de soixante-douze heures, mais elles sont fusillées avant même la fin du délai, le 5 août. Elles avaient entre 18 et 21 ans. À cette époque, la majorité pour les femmes était fixée à 23 ans (21 pour les hommes), ce qui fait que neuf des Treize étaient mineures ; mais elles furent jugées par la « Loi des responsabilités politiques » par laquelle l'âge avait été abaissé à 14 ans.
Elles avaient demandé à mourir avec d'autres camarades qui allaient être exécutés ce jour-là, mais leurs tortionnaires ne leur accordèrent pas cette dernière volonté. Les jeunes filles, faisant preuve de sérénité, distribuèrent leurs biens parmi les autres détenues, et eurent le courage de se laver et de se peigner ayant revêtu leurs plus beaux vêtements, et attendirent avec fermeté et sang froid qu'on vienne les conduire à la chapelle. Là elles furent autorisées à écrire une lettre à leur famille. Elles consolèrent d'autres détenues qui pleuraient, en assurant qu'elles étaient heureuses de donner leur vie pour une juste cause. Quand les bourreaux les emmenèrent, les Treize sortirent en criant: « Vive la République ! ».

## Fiche technique
- Titre original : Las 13 rosas
- Réalisation : Emilio Martínez-Lázaro
- Scénario : Pedro Costa, Emilio Martínez-Lázaro et Ignacio Martínez de Pisón
- Montage :
- Production : Carlos Bernases, Enrique Cerezo, Pedro Costa et Roberto Di Girolamo
- Photographie : José Luis Alcaine
- Musique : Roque Baños
- Genre : drame
- Durée : 132 minutes
- Budget : 6 507 635,86 €
- Dates de sortie :
  -  Espagne : 19 octobre 2007
- Box-office: 4 667 734,92 € en Amérique

## Distribution
- Pilar López de Ayala : Blanca
- Verónica Sánchez : Julia
- Gabriella Pession : Adelina
- Marta Etura : Virtudes
- Nadia de Santiago : Carmen
- Teresa Hurtado de Ory : Victoria
- Bárbara Lennie : Dionisia
- Alba Alonso : Ana
- Celia Pastor : Martina
- Silvia Mir : Carmen B.
- Sara Martín : Pilar
- María Cotiello : Elena
- Miren Ibarguren : Joaquina
- Carmen Cabrera : Luisa
- Félix Gómez : Perico
- Fran Perea : Teo
- Enrico Lo Verso : Cánepa
- José Manuel Cervino : Jacinto

## Distinctions
Las 13 rosas a remporté plusieurs Prix Goya à Madrid, le 3 février 2008 :
- Mejor actor de reparto (Meilleur second rôle masculin) : José Manuel Cervino
- Mejor música original (Meilleure musique originale) : Roque Baños
- Mejor fotografía (Meilleure photographie) : José Luis Alcaine
- Mejor diseño de vestuario (Meilleurs costumes) : Lena Mossum